# Роселе (Тоскана)
Роселе или Руселе (Roselle, лат.: Rusellae; Bagni di Roselle, Bagno Roselle) е древен град в Етрурия (днес Тоскана). Намира се на 8 км североизточно от Гросето.
Градът е в Съюза на дванадесетте етруски града. През 294 пр.н.е. градът е нападнат от римляните, 205 пр.н.е. снабдява флотата на Сципион Африкански с жито и строително дърво. По времето на Август става римска колония. По-късно намалява значението си. През 12 век обаче става епископско седалище. През 1138 г. Руселе вече не съществува.
Останки от градската стена, римския амфитеатър и няколко етруски къщи са запазени.